# Primera División del Líbano
La Primera División de Líbano (en árabe: الدوري اللبناني الدرجة الأولى‎) es la máxima categoría de fútbol en Líbano. Se disputa desde 1934 y está organizada por la Federación Libanesa de Fútbol.
La Liga Libanesa se ha visto suspendido en numerosas ocasiones debido a conflictos internos y regionales, la última de ellas en el periodo comprendido entre 1975 a 1987 durante la guerra civil en el Líbano. Después de la reanudación de la liga, el club Al Ansar FC estableció un récord cuando ganó once campeonatos consecutivos entre 1988 y 1999, récord que solo es superado actualmente por el Skonto FC en Letonia y Rosenborg BK en Noruega (13 c/u). 
Con 15 títulos, el club Al Ansar FC también es el equipo más exitoso del país.

## Sistema de competición
Los 12 clubes en competencia juegan en un sistema round robin o todos contra todos a dos vueltas durante la temporada. El campeón y el subcampeón clasifican a la Copa de la AFC, los dos últimos clasificados descienden a la Segunda División.

## Equipos temporada 2017-18
| Club                         | Ciudad  | Estadio                     | Capacidad |
| ---------------------------- | ------- | --------------------------- | --------- |
| Al Ahed                      | Beirut  | Estadio Municipal de Beirut | 22,500    |
| Al Akhaa Al Ahli             | Aley    | Amin AbdelNour Stadium      | 3,500     |
| Al Ansar                     | Beirut  | Estadio Municipal de Beirut | 22,500    |
| Al Islah Al Bourj Al Shimaly | Tiro    | Sour Stadium                | 22,000    |
| Nejmeh SC                    | Beirut  | Rafic El-Hariri Stadium     | 5,000     |
| Al Nabi Sheet                | Zahlé   | Al-Nabi Shayth Stadium      | 5,000     |
| Racing Beirut                | Beirut  | Bourj Hammoud Stadium       | 8,000     |
| Safa                         | Beirut  | Safa Stadium                | 4,000     |
| Salam Zgharta                | Zgharta | Zgharta Stadium             | 5,000     |
| Shabab Al-Arabi              | Beirut  | Estadio Municipal de Beirut | 22,500    |
| Tadamon Sour                 | Tiro    | Sour Stadium                | 6,500     |
| Tripoli SC                   | Trípoli | Tripoli Municipal Stadium   | 22,000    |

## Palmarés
- 1934: Al Nahda SC
- 1935: Universidad Americana de Beirut
- 1936: Sika Club (Beirut)
- 1937: Universidad Americana de Beirut
- 1938: Universidad Americana de Beirut
- 1939: Sika Club (Beirut)
- 1940: No disputado
- 1941: Sika Club (Beirut)
- 1942: Al Nahda SC
- 1943: Al Nahda SC
- 1944: Homenetmen Beirut FC
- 1945: Homenmen AA Beirut
- 1946: Homenetmen Beirut FC
- 1947: Al Nahda SC
- 1948: Homenetmen Beirut FC
- 1949: Al Nahda SC
- 1950: No disputado
- 1951: Homenetmen Beirut FC
- 1952: No disputado
- 1953: No disputado
- 1954: Homenmen AA Beirut
- 1955: Homenetmen Beirut FC
- 1956: Racing Club Beirut
- 1957: Homenmen AA Beirut
- 1958: No disputado
- 1959: No disputado
- 1960: No disputado
- 1961: Homenmen AA Beirut
- 1962: No disputado
- 1963: Homenetmen Beirut FC
- 1964: No disputado
- 1965: Racing Club Beirut
- 1966: No disputado
- 1967: Al-Shabiba Mazraa Beirut
- 1968: No disputado
- 1969: Homenetmen Beirut FC
- 1970: Racing Club Beirut
- 1971: No disputado
- 1972: No disputado
- 1973: Nejmeh SC
- 1974: No disputado
- 1975: Nejmeh SC

### Títulos posguerra
| Temporada | Campeón                                              | Subcampeón                                           | Máximo Goleador                                      | Club                                                 | Goles                                                |
| --------- | ---------------------------------------------------- | ---------------------------------------------------- | ---------------------------------------------------- | ---------------------------------------------------- | ---------------------------------------------------- |
| 1976-1987 | Campeonato no disputado por la Guerra Civil Libanesa | Campeonato no disputado por la Guerra Civil Libanesa | Campeonato no disputado por la Guerra Civil Libanesa | Campeonato no disputado por la Guerra Civil Libanesa | Campeonato no disputado por la Guerra Civil Libanesa |
| 1988      | Al Ansar SC                                          | Al-Riyada Wal Adab                                   | Fouad Saad                                           | Al Ansar SC                                          | 6                                                    |
| 1989      | No disputado                                         | No disputado                                         | No disputado                                         | No disputado                                         | No disputado                                         |
| 1990      | Al Ansar SC                                          |                                                      | Bandera de ?                                         |                                                      |                                                      |
| 1991      | Al Ansar SC                                          | Safa SC                                              | Fadi Alloush                                         | Al Ansar SC                                          | 32                                                   |
| 1992      | Al Ansar SC                                          | Tadamon Sour SC                                      | Walid Dahrouj                                        | Safa SC                                              | 20                                                   |
| 1993      | Al Ansar SC                                          |                                                      | Fadi Alloush                                         | Al Ansar SC                                          | 27                                                   |
| 1994      | Al Ansar SC                                          | Safa SC                                              | Mahmoud Hamoud                                       | Nejmeh SC                                            | 15                                                   |
| 1995      | Al Ansar SC                                          | Nejmeh SC                                            | Vitali Aghassian                                     | Homenmen AA Beirut                                   | 16                                                   |
| 1996      | Al Ansar SC                                          | Safa SC                                              | Assef Khalifa                                        | Nejmeh SC                                            | 19                                                   |
| 1997      | Al Ansar SC                                          | Nejmeh SC                                            | Peter Prospar                                        | Al Ansar SC                                          | 22                                                   |
| 1998      | Al Ansar SC                                          | Nejmeh SC                                            | Ahmad Jaradi                                         | Nejmeh SC                                            | 13                                                   |
| 1999      | Al Ansar SC                                          | Safa SC                                              | Haitham Zein                                         | Tadamon Sour SC                                      | 15                                                   |
| 2000      | Nejmeh SC                                            | Al Ansar SC                                          | Toninho Santos Sahib Abbas                           | Al Ansar SC Salam Zgharta FC                         | 14                                                   |
| 2001      | Anulado                                              | Anulado                                              | Anulado                                              | Anulado                                              | Anulado                                              |
| 2002      | Nejmeh SC                                            | Hekmeh FC                                            | Haidar Mahmoud                                       | Shabab Al-Sahel FC                                   | 24                                                   |
| 2003      | Olympic Beirut                                       | Nejmeh SC                                            | Sílvio César Farreira                                | Olympic Beirut                                       | 18                                                   |
| 2004      | Nejmeh SC                                            | Al Ahed FC                                           | Mohammad Kassas                                      | Nejmeh SC                                            | 22                                                   |
| 2004–05   | Nejmeh SC                                            | Al Ansar SC                                          | Mohammad Kassas                                      | Nejmeh SC                                            | 21                                                   |
| 2005–06   | Al Ansar SC                                          | Nejmeh SC                                            | Ali Nasseredine                                      | Nejmeh SC                                            | 17                                                   |
| 2006–07   | Al Ansar SC                                          | Safa SC                                              | Mohammed Ghaddar                                     | Nejmeh SC                                            | 25                                                   |
| 2007–08   | Al Ahed FC                                           | Al Ansar SC                                          | Mohammed Ghaddar                                     | Nejmeh SC                                            | 22                                                   |
| 2008–09   | Nejmeh SC                                            | Al Ahed FC                                           | Salih Sadir                                          | Al Ahed FC                                           | 27                                                   |
| 2009–10   | Al Ahed FC                                           | Nejmeh SC                                            | Makhete Diop                                         | Nejmeh SC                                            | 23                                                   |
| 2010–11   | Al Ahed FC                                           | Safa SC                                              | Hassan Maatouk                                       | Al Ahed FC                                           | 15                                                   |
| 2011–12   | Safa SC                                              | Nejmeh SC                                            | Mohamad Haidar                                       | Safa SC                                              | 12                                                   |
| 2012–13   | Safa SC                                              | Nejmeh SC                                            | Imad Ghaddar                                         | Chabab Ghazieh SC                                    | 20                                                   |
| 2013–14   | Nejmeh SC                                            | Safa SC                                              | Adnan Melhem                                         | Racing Club Beirut                                   | 13                                                   |
| 2014–15   | Al Ahed FC                                           | Al Ansar SC                                          | Lucas Galán                                          | Salam Zgharta FC                                     | 17                                                   |
| 2015–16   | Safa SC                                              | Al Ahed FC                                           | Lucas Galán                                          | Al Ansar SC                                          | 19                                                   |
| 2016–17   | Al Ahed FC                                           | Salam Zgharta FC                                     | Abu Baker Al Mal                                     | Tripoli SC                                           | 16                                                   |
| 2017–18   | Al Ahed FC                                           | Nejmeh SC                                            | Elhadji Malick Tall                                  | Al Ansar SC                                          | 15                                                   |
| 2018–19   | Al Ahed FC                                           | Al Ansar SC                                          | Elhadji Malick Tall                                  | Al Ansar SC                                          | 19                                                   |
| 2019–20   | No disputado                                         | No disputado                                         | No disputado                                         | No disputado                                         | No disputado                                         |
| 2020–21   | Al Ansar SC                                          | Nejmeh SC                                            | Hassan Maatouk                                       | Al Ansar SC                                          | 14                                                   |
| 2021–22   | Al Ahed FC                                           | Al Ansar SC                                          | Fadel Antar Mahmoud Siblini                          | Chabab Ghazieh SC Nejmeh SC                          | 10                                                   |
| 2022–23   | Al Ahed FC                                           | Nejmeh SC                                            | Elhadji Malick Tall                                  | Al Ansar SC                                          | 22                                                   |
| 2023–24   | Nejmeh SC                                            | Al Ansar SC                                          | Elhadji Malick Tall                                  | Al Ansar SC                                          | 20                                                   |
| 2024–25   | Al Ansar SC                                          | Safa SC                                              | Hassan Maatouk                                       | Al Ansar SC                                          | 17                                                   |

## Títulos por club
| Club                            | Campeón | Años campeón                                                                             |
| ------------------------------- | ------- | ---------------------------------------------------------------------------------------- |
| Al Ansar SC                     | 15      | 1988, 1990, 1991, 1992, 1993, 1994, 1995, 1996, 1997, 1998, 1999, 2006, 2007, 2021, 2025 |
| Al Ahed FC                      | 9       | 2008, 2010, 2011, 2015, 2017, 2018, 2019, 2022, 2023                                     |
| Nejmeh SC                       | 9       | 1973, 1975, 2000, 2002, 2004, 2005, 2009, 2014, 2024                                     |
| Homenetmen Beirut FC            | 7       | 1944, 1946, 1948, 1951, 1955, 1963, 1969                                                 |
| Al Nahda SC                     | 5       | 1934, 1942, 1943, 1947, 1949                                                             |
| Homenmen AA Beirut              | 4       | 1945, 1954, 1957, 1961                                                                   |
| Universidad Americana de Beirut | 3       | 1935, 1937, 1938                                                                         |
| Racing Club Beirut              | 3       | 1956, 1965, 1970                                                                         |
| Sika Club                       | 3       | 1936, 1939, 1941                                                                         |
| Safa SC                         | 3       | 2012, 2013, 2016                                                                         |
| Al Shabiba Mazraa Beirut        | 1       | 1967                                                                                     |
| Olympic Beirut                  | 1       | 2003                                                                                     |

## Máximos goleadores

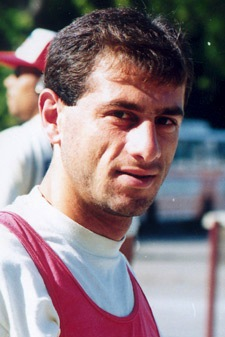
Vardan Ghazaryan es el segundo máximo goleador de la historia de la Premier League libanesa con 117 goles.

- Actualizado al 22 de septiembre de 2024
| Rank | Nombre           | Años                                       | Goles |
| ---- | ---------------- | ------------------------------------------ | ----- |
| 1    | Fadi Alloush     | 1985–1999                                  | 120   |
| 2    | Vardan Ghazaryan | 1992–2002, 2003–2004, 2006–2009            | 117   |
| 3    | Abbas Ahmed Atwi | 1997–2012, 2012–2022                       | 113   |
| 4    | Hassan Maatouk   | 2004–2011, 2017–presente                   | 106   |
| 5    | Mohammad Kassas  | 1999–2005, 2006–2008, 2008–2011, 2016–2017 | 104   |